# Melecio Álvarez Garrido
Melecio Álvarez Garrido (Villalpando, 21 de març de 1896 - Paterna, 23 d'octubre de 1940) va ser un anarcosindicalista espanyol.

## Biografia
Cambrer de professió, estava afiliat a la Confederació Nacional del Treball (CNT), formant part del Sindicat de Gastronomia de la CNT a València. Durant el període de la Segona República va participar en diverses activitats polítiques. Després de l'esclat de la Guerra civil es va unir a les milícies confederals, participant en l'organització d'una columna anarquista. Es va mostrar partidari de la militarització de les milícies, oposant-se obertament a José Pellicer —fundador de la Columna de Ferro. Posteriorment passaria a formar part de comissari polític de l'Exèrcit Popular de la República. Durant la contesa va arribar a exercir com a comissari de les brigades mixtes 82a i 92a, combatent en diversos fronts. Capturat pels franquistes al final de la guerra, seria afusellat a Paterna el 23 d'octubre de 1940.